# ماتیلدا پالویووا
میتیلدا پالیووا (به چکی: Matylda Pálfyová) ژیمناست زادهٔ ۱۱ مارس ۱۹۱۲ میلادی اهل کشور چکسلواکی است.